# 챌린저 탐사

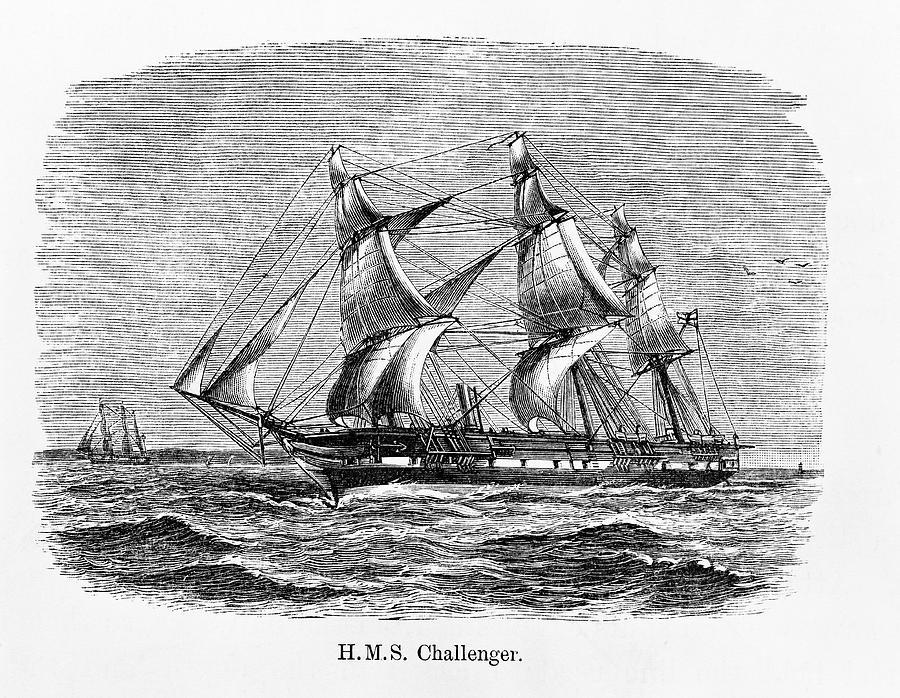
챌린저호

챌린저 탐사(영어: Challenger expedition, 1872년 ~ 1876년)는 해양학의 기초를 다지기 위해 필요한 많은 발견을 하게 만들어준 과학 프로그램이다. 이 탐사는 1858년 건조되어 여정을 시작한 동명의 다섯 번째 해군 선박 HMS 챌린저호의 이름을 따서 지어졌다.
런던 왕립 협회는 에든버러 대학교와 머치스톤 사립학교의 Charles Wyville Thomson에 의해 자극받아, 영국 해군으로부터 챌린저호를 사용권한을 얻었고, 1872년에 자연사와 화학을 위한 별도의 실험실을 갖추면서 과학적인 작업을 위해 배를 개조하였다. 조지 네어스 선장이 이끄는 이 탐사는 1872년 12월 21일 영국 Portsmouth 에서부터 항해했다. 다른 해군의 장교들은 사령관 John Maclear를 포함했다.
톰슨의 체계적인 감독하에, 챌린저호는 거의 7만 해리(130,000 km; 81,000 mi)를 탐사하며 측량했다. 그 결과는 다른 많은 발견들 중에서 이전에는 알려지지 않았던 4,000여 종의 목록으로 만들어진 'Report Of The Scientific Results of the Exploring Voyage of H.M.S. Challenger during the years 1873–76'였다. 이 탐사 보고서의 출판을 감독한 John Murray는 "15세기와 16세기의 유명한 발견 이래 우리 지구에 대한 지식에 있어서 가장 위대한 진보"라고 이 보고서를 묘사했다. 챌린저호는 남극 가까이까지 항해했지만 남극이 보이지는 않았다.

## 준비(Preparations)
깊이를 조사할 수 있도록 챌린저호의 17개의 주포(총)들 중 15개가 제거되었고, 이용할 수 있는 더 많은 공간을 만들기 위해 원재가 제거되었으며 실험실, 추가 선실과 준설 플랫폼이 설치되었다. 챌린저호는 탐사할 동안 돛의 동력을 주로 사용하였으며, 증기 기관은 준설선에 동력을 공급하기 위해서만 사용되었다. 그것은 표본 병, 준비를 위해 알코올로 채워진 샘플, 현미경, 화학 기구, 트롤 어선과 준설선, 온도계, 기압계, 물 샘플 추출 병, 수심 측정 납, 해저에서 침전물을 수집하기 위한 장치, 그리고 장비를 바닷속 깊이 매달기 위한 엄청난 길이의 밧줄로 가득 차 있었다.
새로운 탐사 덕분에 일부 장비들이 발명되거나 상황에 따라 특별히 수정되었다. 총 291km의 이탈리아 대마(Hemp)가 수심 측정을 위해 공급되었다. (대마 섬유로 밧줄을 만들었다고 한다.
10월 초에 원정대는 두바이 섬의 서쪽과 남쪽으로 전향하며 타히티를 떠났으며 남아메리카해안을 향해 동쪽으로 돌기 전에 남동쪽으로 향한다. 그 길은 며칠 뒤 칠레 Valparaiso 항구에 도착한Challenger와 함께 1875년 11월 중순에 Juan Fernández Islands에 닿았다. 이 여정의 다음 단계는 다음 달에 배를 남서쪽으로 태평양으로 다시 데려가 후안 페르난데스 제도를지나 남동쪽으로 다시 남미로 향하는 루트로 1875년 12월 31일에 Gulf of Penas의 오트웨이 항구에 도착하면서 시작되었다.

1876년 1 월의 대부분은 남아메리카의 남단을 파타고니아 군도, 마젤란 해협 및 티에라 델 푸 에고의 많은 만과 섬을 측량하고 조사하면서 항해하는 데 시간을 보냈다. 이곳에서 방문한 장소로는 Hale Cove, Gray Harbour, Port Grappler, Tom Bay가 있으며 모두 Wellington Island 인근에 있다; 하노버 섬 근처의 푸에르타 부에노; 퀸 애들레이드 군도 근처의 Isthmus Bay; 그리고 Santa Ines 섬 근처의 Port Churruca.

대서양으로 향하기 전에 마지막 목적지는 포트 기근, 샌디 포인트, 엘리자베스 섬이었다. Challenger는 1월 말에 포클랜드 제도에 도착하여 포트 스탠리에 전화를 걸고 북쪽으로 계속해서 가다 1876년 2월 중순 우루과이의 몬테비데오에 도착했다. 배는 2월 말에 몬테비데오를 떠나 1876년 3월 말에 정동 쪽에서 정북쪽으로 향하여 어센션 섬에 도착했다.

4월 초순에서 중순까지는 아센션 섬에서 케이프 베르데 제도까지 항해하는 데 시간을 소비했다. 여기서 1876년 4월 말에서 5월 초 사이에 취해진 항로는 북쪽으로 서쪽으로 순환하여 대서양 중부를 지나, 결국 동쪽으로 방향을 틀고 5월 말에 스페인 Vigo에 닿았다. 마지막 항해 단계는 비고에서 북동쪽으로 배와 선원들을 데려와 영국에 상륙하기 위해 비세이 만을 둘러 간다 챌린저호는 1876년 5월 24일 햄프셔주 스피트헤드로 귀환하여 해상에서의 1,250여 일 중 713일을 보냈다.

## 탐사(Expedition)
68,890해리 (79,280 mi; 127,580 km)의 지구 일주 탐사에서, 492번에 걸친 수심 측정, 133번의 바닥 끌기, 151번의 그물질, 263번의 연속 수온 관측을 했다. 그 과정에서 약 4,700종의 새로운 해양 생물이 발견되었다.
이 과학적 직무는 Wyville Thomson, John Murray, John Young Buchanan, Henry Nottidge Moseley, Rudolf von Willemoes-Suhm이 수행하였고, Frank Evers Bed는 해부학적인 직무로 임명되었다. 공식적인 탐사자는 John James Wild였다. 그리고 Nares와 Maclear뿐만 아니라, 해군 승무원의 일부인 Pelham Aldrich, George Granville Campbell, 스코틀랜드 식물학자 John Hutton Balfour의 아들 중 한 명인 Andrew Francis Balfour도 있었다. 또한 장교들 중에는 이전의 항해에서 중요한 수력 관측을 수행했던 Thomas Henry Tizard가 있었다. 비록 그는 민간 과학자의 일원이 아니었지만, 후에 이 탐사에 대한 공식적인 설명을 쓰는 것을 도왔고, 왕립 협회의 일원이 되었다.
원래 배에는 21명의 장교와 약 216명의 선원들이 있었다. 하지만 항해가 끝날 무렵에는 사망, 탈영, 질병으로 해안가에 남겨진 인원, 그리고
계획된 출항 등으로 인해 144명으로 줄어들었다.
챌린저호는 1874년 12월 홍콩에 도착하였고, 이때 Nares와 Aldrich는 영국 북극 탐험대에 참가하기 위해 배를 타고 떠났다. 새로운 선장은 Frank Tourle Thomson이었다. 2인자이자 탐험 기간을 통틀어 가장 고위 장교였던 지휘관은 John Maclear 중령이었다. Willemoes-Suhm은 타히티로 항해 도중 죽었고 바다에 묻혔다. Lords Canpbell과 Balfour는 승진 후에 칠레 발파라이소에 있는 배를 떠났다.
탐험의 첫 번째 구간인 포츠머스 (1872년 12월)에서 남쪽으로 리스본 (1873년 1월)까지 그리고 나서 지브롤터로 배를 가져갔다. 다음 정거장은 마데이라와 카나리아 제도(1873년 2월)였다.
1873년 2월부터 7월까지 카나리아 제도에서 서쪽으로 대서양을 건너 버진 제도까지, 그리고 북쪽을 향해 버뮤다로, 동쪽으로 아조레스를 거쳐 마데이라로 돌아간 후, 남쪽의 케이프 베르데 제도까지 이동하였다. 이 기간 중, 1873년 4월과 5월에는 버뮤다 북쪽에서 핼리팩스까지 항해한 뒤 다시 돌아오는, 즉 역방향으로 걸프 강을 두번 건너 동쪽으로 가는 우회로를 지났다.
1873년 8월에 케이프 베르데 제도를 떠난 후, 이 탐험은 처음에는 남동쪽으로 항해하다가 서쪽으로 향하여 세인트 폴스 암초에 도달했다.
1873년 9월 적도를 지나 남쪽으로 페르난도 데 노론하까지 갔으며, 같은 달에 브라질 바히아(현재의 살바도르)까지 갔다.
1873년 9월부터 10월까지는 트리스탄다 쿤하를 지나며, 바이아에서 희망봉까지 대서양을 횡단하였다.
1873년 12월에서 1874년 2월까지는 희망봉에서 남위 60도선까지 거친 남동쪽의 선로를 항해하였다. 이 시기에 방문한 섬들은 프린스 에드워드 제도, 크로젯 제도, 케르겔렌 제도, 허드 섬이었다.
1874년 2월, 빙산, 얼음, 고래의 목격과 함께 남극권 부근에서 남쪽으로, 그리고 동쪽으로 이동하며 보냈다.
그 후 1874년 3월 배를 북동쪽으로 하여 빙하로부터 멀어져 갔고, 탐험대는 그 달 말에 호주의 멜버른에 도착하였다. 멜버른에서 시드니까지 해안을 따라 동쪽으로 향하는 여정은 1874년 4월에 윌슨 프로몬토리와 케이프 하우를 지나며 이루어졌다.
1874년 6월 항해가 재개되었을 때, 항로는 시드니에서 뉴질랜드의 웰링턴까지 동쪽으로 갔고, 이어서 통가, 피지를 거쳐 태평양으로 향하는 큰 고리를 거쳐 8월 말까지 호주 케이프 요크로 되돌아갔다. 그 배는 6월 말에 뉴질랜드에 도착하여 7월 초에 떠났다. 웰링턴(뉴질랜드 북섬)에 도착하기 전 하디 항에 잠시 들렀고, 퀸 샬럿 사운드와 챌린저 호는 쿡 해협을 지나 웰링턴에 도착했다.

웰링턴에서 통가로 가는 노선은 뉴질랜드 북섬의 동쪽 해안을 따라 북쪽과 동쪽 태평양을 거쳐 통가 열도의 주요 섬인 통가타푸 섬으로 가는 케르마데크 제도를 통과했다. 통가 북서쪽에서 가까운 피지안 섬 주변 해역은 1874년 7월 말에서 8월 초 사이에 조사되었다. 이 배는 서쪽으로 운항해 8월 말에 그레이트 배리어 리프의 바깥쪽 가장자리에 있는 레인 섬에 도달했으며, 그 후 오스트레일리아 케이프 요크에 도착했다.
이후 1874년 9월부터 11월까지 3개월 간 탐험대는 케이프 요크에서 중국과 홍콩으로 항해하는 동안 여러 섬들을 방문했다. 처음에는 아라푸라해를 남북으로 지나갔으며 북동쪽으로는 뉴기니, 남서쪽으로는 오스트레일리아 본토를 통과했다. 가장 먼저 방문한 섬은 아루 제도의 섬, 그 다음으로 카이 섬이였다. 이 배는 반다 제도와 반다 해를 거쳐 1874년 10월 암보이나(암본 섬)에 도달한 후 테르나테 섬으로 계속 갔다. (현재는 두 섬 모두 인도네시아에 포함)테르나테에서 필리핀을 향해 북서쪽으로 가서 셀레베스(현재 술라웨시)의 동쪽을 지나 셀레베스 해로 향했다. 이 탐험대는 민다나오 섬 중 하나인 잠보앙가와 파나이 섬에 있는 일로일로(Iloilo)를 거쳐 루손 섬에 있는 마닐라 만과 항구로 가는 군도 내부를 항해했다. 1874년 11월에는 마닐라에서 홍콩까지 북서쪽으로 횡단하였다.
홍콩에서의 몇 주 후인 1875년 1월 초, 뉴기니로 향하는 남동쪽 항로를 따라 올라가기 위해 출발했다. 첫 번째 정거장인 마닐라부터 잠보앙가까지 이어지지 않고 이번에는 제부섬을 건드리며 필리핀 내륙을 통과하는 다른 길을 택했다. 잠보앙가에서 이 배는 1875년 2월 초 민다나오 남쪽을 지나 내부 항로를 이탈했다.
챌린저호는 동쪽으로 향하다가 남동쪽으로 방향을 틀고 뉴기니 북쪽 해안의 험볼트 만(현재 요스 수다르소)에 상륙했다. 1875년 3월, 탐험대는 뉴기니의 북동쪽 애드미럴티 제도에 도착했다. 이어서 항해의 마지막 단계는 북쪽의 바다를 건너 캐롤라인 제도와 마리아나 제도의 서쪽을 지나 1875년 4월 일본 요코하마 항구에 도달하는 긴 여정이었다.
챌린저호는 1875년 6월 중순 일본을 출발해 태평양을 건너 동쪽으로 샌드위치 섬(하와이) 북쪽 지점까지 간 뒤 남쪽으로 방향을 틀며 7월 말 하와이 오아후 섬의 호놀룰루에 상륙했다. 몇 주 후인 8월 중순, 이 배는 남동쪽으로 출발하여 하와이의 빅 아일랜드에 있는 힐로 만에 정박하고, 남쪽으로 계속 나아가 9월 중순에 타히티에 도착했다.

## 과학적 목표(scientific objectives)
왕립 협회는 그 항해의 과학적 목표는 다음과 같다고 말했다.
1.    대양분지의 심해의 물리적 상태를 조사하기 위해—대남빙벽부근까지— 깊이, 온도, 순환, 비중, 빛의 투과와 관련하여
2.    표면에서 바닥까지 다양한 깊이의 바닷물, 용액 속 유기물 및 서스펜션 입자의 화학적 구성을 결정하기 위해
3.    심해 침전물의 물리적, 화학적 특성과 이러한 침전물의 출처를 확인하기 위해서
4.    다양한 깊이와 심해 바닥에서의 유기생물의 분포 조사
360개의 위치에서 선원들은 각각 바다의 깊이, 깊이 별 온도, 관찰된 기상과 해양 표면의 상태를 측정하였고, 심해, 물 생물군의 샘플들을 모았다. 챌린저 호의 선원들은 전의 작은 규모의 탐사들에서의 관찰들에서 개발된 이론들을 사용했었다. 깊이를 측정하기 위해, 그들은 줄에 무게 추를 부착하여 그것이 바다 바닥에 닿을 때까지 내렸다. 그 선은 깃발을 통해 25 파스톰 (150피트, 46m)에 가까운 경계까지만 정확했다. 봉돌 (낚시줄·그물에 매다는)에는 종종 작은 용기가 부착되어 있었고 그것은 바닥 침전물의 샘플 수집을 가능하게 했다.
선원들은 생물학적 샘플들을 모으기 위해 여러 가지의 준설기와 트롤(어선이 그물을 바다 속에서 끌고 다니며 고기를 포획하는 방법 → 지금은 그물의 명칭으로 부르는 듯함.)을 사용하였다. 이 준설기들은 나무 널빤지에 연결된 금속 그물로 구성되어 있으며, 바다의 바닥을 가로 질러 끌어당겨진다. 나무 널빤지에 연결된 (대걸레 모양의) 솔의 헤드 부분은 바다의 바닥을 쓸면서 가로질렀을 것이다. 그리고 그것은 작은 생물체들을 바다 바닥으로부터 방출시켜 그물 안으로 들어와 잡힐 수 있도록 했을 것이다. 트롤은 각기 다른 깊이의 바다에서 유기체(생명체)들을 수집하기 위해 배 뒷부분에서 견인되는 커다란 금속 그물이다.  준설기 또는 트롤이 회수하면, 챌린저 호의 선원들은 조사를 위해 돌려보내질 표본들을 분류하고, 헹구고, 보관하였다. 그 표본들은 종종 소금물이나 알코올에 각기 보관되었다.
챌린저 탐사에 사용된 기본 온도계는 곡면 수은 튜브 내에 두 개의 마커를 포함한 기구를 통과하는 최대와 최소의 온도를 기록하는 Miller-Casella 온도계이다. 이러한 온도계 중 몇몇은 기록을 위해 다양한 깊이에 들어갔다. 하지만 이 디자인은 바다의 표면에 가까운 물은 그 아래 쪽 물보다 항상 따듯하다고 가정했다. 항해하는 동안, 챌린저 호의 선원들은 역전 온도계를 사용했고 그것은 명확한 깊이의 온도를 측정할 수 있었다. 이후, 이러한 종류의 온도계가 20세기 후반까지 광범위하게 사용되었다.
톰슨경은 그 당시 진화론의 지지자들과 마찬가지로 깊은 바다는 얕은 물에서 오랜 기간 멸종된 살아있는 화석의 고향이며, '잃어버린 고리'의 예라고 믿었다. 그들은 계속적으로 낮은 온도, 어둠 그리고 해류와 파도 또는 지진 사건 등의 부족이 진화를 느리게하거나 영원히 멈추게 할 정도의 안정된 환경을 제공한다고 믿었다. 루이 아가시스는 그 깊은 곳에서 "우리는 초기 지질학적 대표자를 찾아내기 위해 탐구해야한다."고 믿었다. 토마스 허슬리는 "평온하고 변화가 거의 없는 심해 바다가 얕은 곳에서의 파괴의 원인에서 구출되어 과거의 우수한 개체군을 가질 것이고 그것을 보기를 기대했다. 그러나 어떤 종류의 것도 존재하지 않았다. 이전에 멸종되었다고 간주되었던 몇몇의 유기체들이 많은 새로운 발견들 사이에서 발견되고 분류되었지만, 그 수확은 새로운 영토의 동등한 범위를 탐구하는데 발견될 수 있는 전형적인 것들이었다. 게다가 표본을 알코올에 보전하는 과정에서 화학자 존 영 뷰캐넌과 톰슨 경은 그가 무생물과 살아있는 세포 사이의 연결고리로 알려진 해저 바닥을 덮고 있는 세포질 원형질인 바티비우스 헤켈리에 대한 허슬리의 전 보고서를 무심코 반박했다는 것을 깨달았다. 이것의 순효과는 진화론 지지자들의 좌절이었다.

## 챌린저 해연(Challenger Deep)
1875년 3월 23일, 괌과 팔라우 사이의 남서태평양에 위치한 225번 샘플 기지에서 선원은 4,475 fathoms (26,850 ft; 8,184m) 깊이의 수심을 측정했고, 이것은 추가적인 수심 측정에 의해 확인되었다. 최신 장비를 사용하는 이후의 탐험에서 알 수 있듯이 챌린저 해연(海淵)(북태평양 마리아나 해구의 최심부)(Challenger Deep)은 마리아나 해구의 남쪽 끝을 나타내며 해저에서 가장 깊이 알려진 곳 중에 하나이다.
그 이후로 챌린저호의 본래 수심 측정 장소 근처에서 6,012 fathoms (36,070 ft; 10,994 m)의 최근 수심을 측정하였다. 챌린저호의 이 깊이 발견은 해양학 지식을 넓히는 데에 있어서 탐험의 주요한 발견이었으며, 현재 챌린저 해연이라는 지명은 챌린저 호의 이름을 따서 붙였다.

## 유산(Legacy)
챌린저 탐사의 연구 결과들은 탐사가 끝난 19년 후인 1895년까지 계속 발표되었다. 이 보고서에는 50권의 분량이 수록되었으며 29,500 페이지가 넘었다. 챌린저호가 가져온 샘플은 세계 최고의 전문가들에게 조사를 위해 배포되었고, 이로 인해 보고서를 완성하는 데 필요한 비용과 시간이 크게 늘어났다. 보고서와 표본은 현재 영국 국립 자연사박물관(British Natural History Museum)에 소장되어 있으며 보고서는 온라인으로 제공되고 있다. 표본들의 많은 것들이 처음으로 발견되었고, 오늘날까지도 과학자들에 의해 조사되고 있다.
고생물학자인 Gabriel Warton Lee를 포함하여 많은 과학자들은 탐사에서 가져온 자료들을 분류하는 작업을 하였다. 자연사 박물관Natural History Museum의 파충류 학자인 George Albert Boulenger는 도마뱀의 한 종을 챌린저호의 이름을 딴 Saproscincns challengeri로 명명했다.
챌린저호의 항해 이전의 해양학은 주로 추측에 근거하였다. 최초의 진정한 해양학의 선박으로서, 챌린저 탐사는 전체 학문과 연구 분야의 토대를 마련하는 계기가 되었다. "챌린저호"는 Challenger Society for Marine Science, 해양지질 조사선인Glomar Challenger, 그리고 챌린저 우주왕복선(Space Shuttle Challenger)등 다양한 현상에 적용되었다.

## 참고 문헌(Further reading)
General
- HMS Challenger expedition (Natural History Museum)
- Challenger Expedition (1872–1876) (University of Kansas Natural History Museum)
- The letters of Joseph Matkin from HMS Challenger (Birch Aquarium at Scripps Institute of Oceanography)
- Map of the route taken by HMS Challenger (Birch Aquarium at Scripps Institute of Oceanography)
- The Challenger Medal Roll (1895) (Library of 19th Century Science)

Primary reports, accounts, and letters
- Report Of The Scientific Results of the Exploring Voyage of H.M.S. Challenger during the years 1873–76(Library of 19th Century Science)
- At Sea with the Scientifics: The Challenger Letters of Joseph Matkin (1992), Philip F. Rehbock (Ed), University of Hawaii Press. ISBN 082481424X
- The Challenger Foraminifera (1994 reprint), Robert Wynn Jones and Henry Bowman Brady, Oxford University Press and Natural History Museum. ISBN 0198540965
- Log-letters from "The Challenger" (1876), Lord George Granville Campbell, Macmillan.
- The Cruise of Her Majesty's ship "Challenger" (1877), William James Joseph Spry, Harper & Brothers. (via archive.org)
- Notes by a Naturalist on the "Challenger" (1879), Henry Nottidge Moseley, Macmillan.
- Archive entry for journals of Andrew F. Balfour, including three from HMS Challenger voyage (AIM25 archives)

Secondary literature
Secondary literature
- Neptune's Laboratory: Fantasy, Fear, and Science at Sea (2019), Antony Adler, Harvard University Press. ISBN 9780674972018
- Fathoming the Ocean (2005), Helen M. Rozwadowski, Harvard University Press. ISBN 0674027566
- The Silent Landscape: the Scientific Voyage of HMS Challenger (2003), R. M. Corfield, Joseph Henry Press. ISBN 0309089042
- The Challenger Expedition, 1872–1876: A Visual Index (1994), Eileen V. Brunton, Natural History Museum. ISBN 0565011391
- The Voyage of the 'Challenger' (1974), Eric Linklater, Cardinal. ISBN 0351172238
- Centenary of the Challenger Expedition, 1872–1876, John B. Tait, Scottish Geographical Magazine, Volume 88, Issue 3, 1972
- Bermuda and the Challenger Expedition (1901, 2010 reprint), George Watson Cole, Kessinger Publishing. ISBN 116639994X
- Upheaval From the Abyss: Ocean Floor Mapping and the Earth Science Revolution (2002), David M. Lawrence

Collections and archives
- HMS Challenger collection (Natural History Museum)
- Foraminifera in Brady HMS Challenger Collection (Foraminifera.eu-Project)
- HMS Challenger Papers, 1872–1876 at Edinburgh University Library (Archives Hub)